# Coelogyne tiomanensis
Coelogyne tiomanensis är en orkidéart som beskrevs av Murray Ross Henderson.
Coelogyne tiomanensis ingår i släktet Coelogyne och familjen orkidéer. Inga underarter finns listade i Catalogue of Life.